# آخرین عشق (مجموعه تلویزیونی کره جنوبی)
آخرین عشق (به انگلیسی: Second to Last Love؛ کره‌ای: 끝에서 두번째 사랑) یک مجموعه تلویزیونی محصول کره جنوبی سال ۲۰۱۶ با بازی کیم هی ئه، جی جین هی و کواک شی یانگ است. این مجموعه بازخلق درام ژاپنی سایی‌گو کارا نی‌بان‌مه نو کویی است که از سال ۲۰۱۲ تا ۲۰۱۴ از فوجی تلویژن پخش شد. آخرین عشق از ۳۰ ژوئیه تا ۱۶ اکتبر ۲۰۱۶، روزهای شنبه و یکشنبه ساعت ۲۲:۰۰ (کی‌اس‌تی) از اس‌بی‌اس برای ۲۰ قسمت پخش شد.